# Diocèse de Chimoio
Le diocèse catholique romain de Chimoio est un diocèse situé dans la ville de Chimoio dans la province ecclésiastique de Beira au Mozambique.

## Histoire
- 19 novembre 1990 : Établi comme diocèse de Chimoio à partir de l'archidiocèse métropolitain de Beira

## Évêques
- Évêques de Chimoio (rite romain)
  - Francisco João Silota, M. Afr. (19 novembre 1990 - 2 janvier 2017)
  - João Carlos Hatoa Nunes (en) (2 janvier 2017 – 15 novembre 2022)

### Autre prêtre de ce diocèse devenu évêque
- António Juliasse Ferreira Sandramo (de), nommé évêque auxiliaire de Maputo en 2018